# إياح حتب

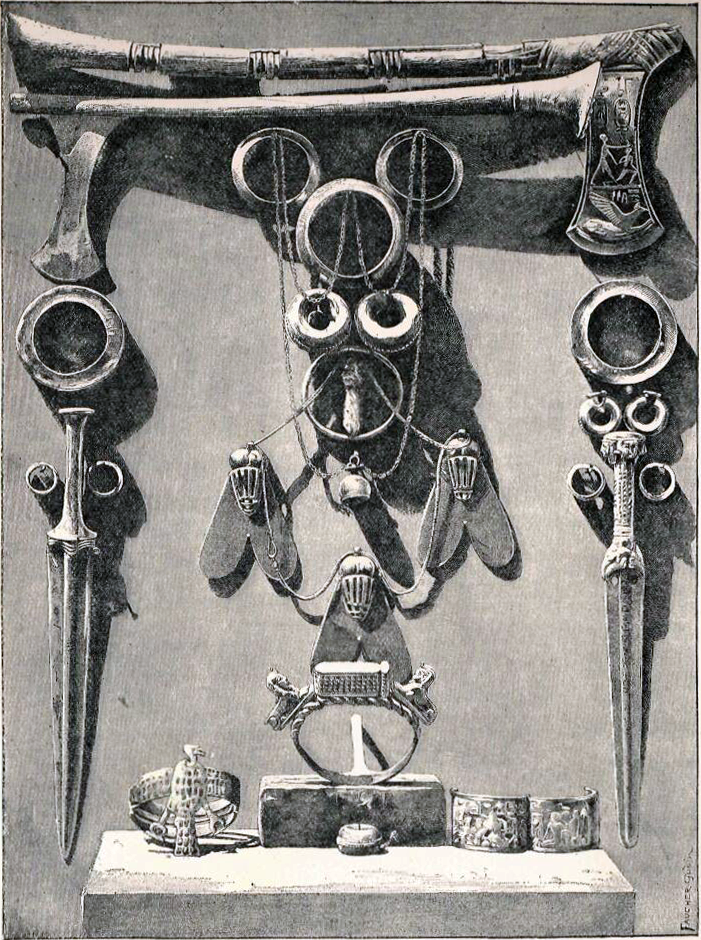
مجوهرات ومحتويات تابوت الملكة إياح حتب

إياح حتب الأولى أو أعح حتب الأولى، هي ملكة مصرية قديمة و زوجة ملك عاشت في نهاية الأسرة السابعة عشرة، و كانت ابنة الملكة تيتي شيري وسانخت رع أحمس، و ربما كانت أخت و زوجة الملك سقنن رع تا عا الثاني. و قد كان لحياة أعح حتب الطويلة تأثيراً ملحوظة على الأحداث في مصر، خاصة أثناء حروب التحرير ضد الهكسوس.

## أكثر من أياح حتب واحدة
عبر السنوات تغيرت تسميات و كذلك ترتيب الملكات المسميات أعح حتب، و فيما يلي ملخص لهذه الاختلافات:
- أواخر القرن التاسع عشر : أعتُقِد أن أياح حتب الأولى زوجة الملك سقنن رع الثاني، و قد اعتبر بعض الخبراء أن تابوتي الدير البحري وذراع أبو النجا كانا كلاهما لها، كما كان يعتقد أن أعح حتب الثانية زوجة الملك أمنحتب الأول، و اعتقد البعض أن تابوت خبيئة الدير البحري ينتمي إلى الملكة أعح حتب الثانية في هذا السياق.
- أواخر القرن العشرين : في السبعينيات، اكتشف أن تابوت الدير البحري يحمل لقب «أم الملك»، و لكن أمنحتب الأول لم ينجب أبناءاً، و في ذلك إشارة إلى كونها ربما أم الملك أحمس الأول.
و في عام 1982، اقترح عالم الآثار الأمريكي روبنز أن أعح حتب الأولى هي مالكة التابوت المذهب المعثور عليه في ذراع أبو النجا، و أعح حتب الثانية هي الملكة المذكورة على تابوت دير البحري و أعح حتب الثالثة هي الملكة المذكورة على تمثال الأمير أحمس سابير.
- القرن الحادي و العشرون (الحاضر) : بالسير وراء ما رأي عالما الآثار دودسون و هيلتون ( عام 2004)، أعح حتب الأولى هي زوجة الملك سقنن رع الثاني و أم الملك أحمس الأول، و أعح حتب الثانية هي الملكة المعروفة من التابوت المذهب الذي وجد في ذراع أبو النجا و ربما كانت زوجة الملك كامس. (و ليس هناك أعح حتب الثالثة).

## عائلتها
أياح حتب الأولى هي ابنة الملكة تيتشيري و الملك سانخت إن رع تا عا الأول، و كانت زوجة الملك سقنن رع تاعا الثاني . و يعتقد أنها كانت شقيقته.
و ربما كانت أياح حتب هذه أم الملك أحمس الأول، و من غير المعروف على وجه الدقة علاقتها بالملك كامس إلا أنه ربما كان شقيق زوجها (شقيق سقنن رع تا عا الثاني) أو ربما كان ابنها، و من بين الأبناء الآخرين للملكة أعح حتب الأولى :
- الملكة أحمس نفرتاري (زوجة أخيها الملك أحمس الأول).
- الأمير أحمس سابير.
- الأمير بينبو.
- الأميرة أحمس حنوت إم إبت.
- الأميرة أحمس نبت تا.
- الأميرة أحمس توميرسي.[1]

## حياتها
على لوحة من عهد الملك أحمس الأول في الكرنك ذكر أن أعح حتب الأولى قد حشدت القوات و لعبت دورا في الدفاع عن طيبة في وجه الهكسوس، و من غير المعروف متى وقعت هذه الأحداث، فقد تكون وقعت بعد وفاة سقنن رع أو كامس.
قدموا المديح لسيدة البلاد، و سيدة جزر بحر إيجة، فاسمها رفيع الشأن في كل بلد أجنبي، فهي التي تضع الخطة للجماهير، زوجة الملك، و أخته الملكية، لها الحياة و السعادة و الصحة، و هي أخت ملك، و أم ملك، الفاخرة، و الحاذقة التي تهتم، و تضطلع بشؤون مصر، و لقد جمعت جيشها، و حمت هؤلاء، فأعادت الهاربين، و جمعت شتات الذين هاجروا، و هدأت روع الوجه القبلي (أي مملكة طيبة)، و أخضعت عصاته، الزوجة الملكية، أعح حتب العائشة.
وقد ذكرت أعح حتب على لوحة كارس (بالمتحف المصري بالقاهرة تحت رقم CG34003) و هو موظف شغل منصب مدير أملاك هذه الملكة، و تؤرخ اللوحة بالعام 10 من عهد الملك أمنحتب الأول ، و خادمها الخاص إيوف يذكرها على لوحة أخرى (CG34009). و يشير إيوف إلى الملكة أعح حتب على لوحته بأنها أم أحمس الأول، و قد أصبح إيوف في وقت لاحق خادماً للملكة أحمس، زوجة تحتمس الأول و أم الملكة حتشبسوت، و هذا يشير إلى أن أعح حتب قد تكون توفيت في سن متقدمة إلى حد ما في عهد تحتمس الأول.

## ألقابها
- الزوجة الملكية العظيمة | sw | N41 · t | wr · t |.[7]
- أم الملك (على تابوت وجد في منطقة الدير البحري)| sw | t | G14 |.[3]

## مقبرتها
أعيد دفن تابوت الملكة أعح حتب الأولى في خبيئة الدير البحري، و التابوت يظهر الملكة مرتدية شعراً مستعاراً ثلاثي الطبقات، و تم تغطية الجسم بشكل ريشي تصميم، و هو بذلك يشبه التوابيت الخارجية للملكتين أحمس نفرتاري وأحمس ميريت أمون.
و مقبرة الملكة أعح حتب الأصلية مجهولة حتى الآن، إلا إذا كانت هذه الملكة تتطابق مع أعح حتب الثانية، غير أن قياسات التابوت التي عثر عليها في ذراع أبو النجا تبين أن حجم جسمها أكبر من أن توضع في تابوت الدير البحري، و قد استخدم هذا الدليل للقول بأن أعح حتب الأولى لا يمكن أن تكون هي نفسها الملكة أعح حتب الثانية.